# لويس لابيرج
لويس لابيرج هو نقابي كندي، ولد في 18 فبراير 1924 في Beauharnois-Salaberry Regional County Municipality ‏ في كندا، وتوفي في 18 يوليو 2002 في Lanaudière ‏ في كندا.